# Vista Alegre (Panama)
Vista Alegre ist eine Stadt in Panama, nahe der Pazifikküste.

## Lage
Vista Alegre liegt im Arraiján-Distrikt in der Provinz Panamá Oeste. Die panamaische Hauptstadt Panama-Stadt liegt circa 19 Kilometer östlich von Vista Alegre.

## Verkehr
Vista Alegre ist durch die Fernstraße 4 mit den Städten Panama-Stadt und La Chorrera verbunden.

## Klima
Die wärmsten Monate in Vista Alegre sind März und April, jeweils mit einer Durchschnittstemperatur von circa 32 °C. Die kühlsten Monate sind Oktober und November mit einem Temperaturdurchschnitt von circa 29 °C. Am meisten Niederschläge gibt es im Oktober mit mehr als 300 mm, im März hingegen gibt es kaum Niederschläge.